# Kána (Libanon)

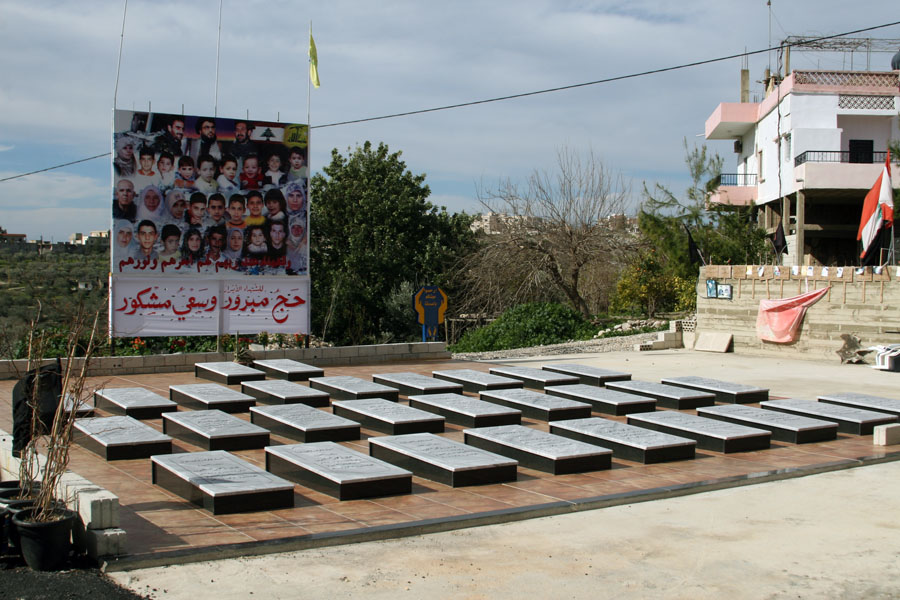
A 2006-os támadás emléke

Kána (arabul قـانـا [Qānā]) falu Libanon déli részében, ahol az izraeli hadsereg és a Hezbollah közti harcok 1996-ban és 2006-ban is tömeges civil áldozatokkal jártak.

## Története
Kana egyike azoknak a településeknek a Közel-Keleten, amelyek lehetséges helyszínei az Újszövetségben szereplő kánai menyegző történetének.
A falu modern kori története véres.
1996. április 18-án, miközben az izraeli hadsereg a Hezbollahhal harcolt (Operation Grapes of Wrath), izraeli tüzérségi támadás ért Kánában egy fidzsi-szigeteki UNIFIL-létesítményt. A támadásban 106 civil halt meg és még 116 megsebesült azok közül, akik a harcok elől kerestek itt menedéket. Az UNIFIL-katonák közül is négyen súlyosan megsebesültek.
2006. július 30-án, a 2006-os izraeli-libanoni konfliktus során a falut izraeli légicsapás érte, amely legalább hatvan civilt ölt meg, köztük 37 gyermeket, amikor egy találatot kapott emeletes lakóház összeomlott. A borzalmas eredményű támadás világszerte tiltakozást váltott ki. Izrael hivatalos álláspontja szerint a faluból több mint 150 rakétát lőttek ki területére (a Hezbollah rakétatámadásaiban sok izraeli civil veszítette életét, köztük gyermekek is), és előre figyelmeztetett a válaszcsapásra.
A településnek ma 10.000 lakosa van, többségük muszlim, ám egy kisebb keresztény gyülekezete is van.

## Fordítás
- Ez a szócikk részben vagy egészben  a   Quana című angol Wikipédia-szócikk fordításán alapul.  Az eredeti cikk szerkesztőit annak laptörténete sorolja fel. Ez a jelzés csupán a megfogalmazás eredetét és a szerzői jogokat jelzi, nem szolgál a cikkben szereplő információk forrásmegjelöléseként.